# Persone di nome Carlo/Generali
| Questa pagina contiene informazioni ricavate automaticamente dalle voci biografiche con l'ausilio del template Bio e di un bot. L'aggiornamento è periodico e automatico e ricostruisce completamente la pagina. Se manca una persona in questa lista, sei pregato di non aggiungerla, ma accertati piuttosto che la sua voce biografica contenga il template Bio e che i dati anagrafici siano correttamente compilati. Se il template Bio manca, inseriscilo tu stesso o, in alternativa, metti l'avviso {{tmp\|Bio}} che ne segnala la mancanza. Se i dati riportati sono sbagliati, correggi direttamente la voce biografica; le modifiche saranno visibili in questa lista entro pochi giorni. Per chiarimenti vedi il progetto antroponimi. La lista contiene solo le 58 persone che sono citate nell'enciclopedia e per le quali è stato implementato correttamente il template Bio. Pagina aggiornata al 22 lug 2025. |

Questa è una lista di persone presenti nell'enciclopedia che hanno il nome Carlo e sono generali.

## B(7)
- Carlo Balabio, generale italiano (Milano, n. 1759 - Milano, † 1838)
- Carlo Barbieri, generale italiano (Ancona, n. 1883 - † 1951)
- Luigi Bianco di Barbania, generale italiano (San Maurizio Canavese, n. 1777 - Torino, † 1836)
- Carlo Biscaretti di Ruffia, generale e politico italiano (Chieri, n. 1796 - Torino, † 1889)
- Carlo Bottacco, generale italiano (Casale Monferrato, n. 1820 - Torino, † 1880)
- Carlo di Brandeburgo-Schwedt, generale tedesco (Sparnberg, n. 1673 - Casale Monferrato, † 1695)
- Carlo Augusto Brunetta d'Usseaux, generale italiano (Pinerolo, n. 1811 - Torino, † 1863)

## C(9)
- Carlo Canera di Salasco, generale italiano (Torino, n. 1796 - Vercelli, † 1866)
- Carlo Canera di Salasco, generale italiano (Torino, n. 1823 - Torino, † 1891)
- Carlo Caneva, generale italiano (Udine, n. 1845 - Roma, † 1922)
- Carlo Carignani, generale italiano (n. 1857 - † 1926)
- Carlo Castelli, generale e rivoluzionario italiano (San Sebastiano da Po, n. 1790 - Caracas, † 1860)
- Carlo Ceriana-Mayneri, generale italiano (Torino, n. 1886 - Roma, † 1960)
- Carlo Ciglieri, generale italiano (Torino, n. 1911 - Campo San Martino, † 1969)
- Carlo Citerni, generale e esploratore italiano (Scarlino, n. 1873 - Roma, † 1918)
- Carlo Corsi, generale, scrittore e storico italiano (Firenze, n. 1826 - Genova, † 1905)

## D(10)
- Carlo Federico Augusto di Meclemburgo-Strelitz, generale prussiano (Hannover, n. 1785 - Berlino, † 1837)
- Carlo Eugenio di Croÿ, generale francese (Le Rœulx, n. 1651 - Tallinn, † 1702)
- Carlo De Simone, generale italiano (Taranto, n. 1885 - Bologna, † 1951)
- Carlo I d'Albret, generale francese (Azincourt, † 1415)
- Carlo d'Angiò, generale italiano (Montecatini Alto, † 1315)
- Carlo Alberto dalla Chiesa, generale e prefetto italiano (Saluzzo, n. 1920 - Palermo, † 1982)
- Carlo Guglielmo Ferdinando di Brunswick-Wolfenbüttel, generale prussiano (Wolfenbüttel, n. 1735 - Ottensen, † 1806)
- Carlo Alessandro di Lorena, generale austriaco (Lunéville, n. 1712 - Tervuren, † 1780)
- Carlo Tommaso di Lorena, generale austriaco (n. 1670 - Ostiglia, † 1704)
- Carlo di Rohan-Soubise, generale francese (Versailles, n. 1715 - Parigi, † 1787)

## F(2)
- Carlo Favagrossa, generale e politico italiano (Cremona, n. 1888 - Roma, † 1970)
- Carlo Filangieri, principe di Satriano, generale e politico italiano (Cava de' Tirreni, n. 1784 - San Giorgio a Cremano, † 1867)

## G(3)
- Carlo Francesco Gay, generale italiano (Asti, n. 1914 - † 1995)
- Carlo Geloso, generale italiano (Palermo, n. 1879 - Roma, † 1957)
- Carlo Genè, generale italiano (Torino, n. 1836 - Stresa, † 1890)

## J(1)
- Carlo Jean, generale e scrittore italiano (Mondovì, n. 1936)

## L(2)
- Carlo Borromeo del Liechtenstein, generale austriaco (Vienna, n. 1730 - Vienna, † 1789)
- Carlo Francesco del Liechtenstein, generale e politico austriaco (Vienna, n. 1790 - Vienna, † 1865)

## M(6)
- Carlo Maffei di Boglio, generale e politico italiano (Torino, n. 1772 - Torino, † 1854)
- Carlo Magrassi, generale e docente italiano (Tortona, n. 1955)
- Carlo Massoni, generale italiano (Sant'Antioco, n. 1914 - Piacenza, † 2010)
- Carlo Melotti, generale italiano (Castelfranco Emilia, n. 1882 - Roma, † 1958)
- Carlo Mezzacapo, generale e patriota italiano (Capua, n. 1817 - Roma, † 1905)
- Carlo Montanari, generale italiano (Moncalvo, n. 1863 - Dolegna, † 1915)

## N(1)
- Carlo Nasalli Rocca di Corneliano, generale italiano (Piacenza, n. 1902 - Roma, † 1994)

## P(4)
- Carlo Petitti di Roreto, generale italiano (Torino, n. 1862 - Torino, † 1933)
- Carlo Petra di Caccuri, generale italiano (Napoli, n. 1883 - † 1967)
- Carlo Giuseppe Piola Caselli, generale italiano (Alessandria, n. 1821 - Torino, † 1881)
- Carlo Luigi Porporato di Sampeyre, generale italiano (Savigliano, n. 1762 - Torino, † 1834)

## R(3)
- Carlo Rossi, generale italiano (Celenza Valfortore, n. 1880 - Torino, † 1967)
- Carlo Rostagno, generale italiano (Palermo, n. 1894)
- Carlo Ruelle, generale italiano (Livorno, n. 1858 - Bologna, † 1917)

## S(2)
- Carlo Sanna, generale e politico italiano (Cagliari, n. 1859 - Roma, † 1928)
- Carlo Spatocco, generale italiano (Chieti, n. 1883 - Kuźnica Żelichowska, † 1945)

## T(2)
- Carlo Torretta, generale italiano (Tortona, n. 1834 - Tortona, † 1905)
- Carlo Tucci, generale italiano (Palermo, n. 1888 - Palermo, † 1968)

## V(2)
- Carlo Valentino, generale e dirigente sportivo italiano (Savona, n. 1927 - Cavalese, † 2016)
- Carlo Vecchiarelli, generale italiano (Cingoli, n. 1884 - Roma, † 1948)

## W(3)
- Carlo di Württemberg-Bernstadt, generale prussiano (Juliusburg, n. 1682 - Bernstadt, † 1745)
- Carlo Cristiano Ermanno di Württemberg-Oels, generale prussiano (Wilhelminenort, n. 1716 - Oels, † 1792)
- Carlo Federico II di Württemberg-Oels, generale prussiano (Merseburg, n. 1690 - Oels, † 1761)

## Z(1)
- Carlo Zucchi, generale italiano (Reggio Emilia, n. 1777 - Reggio Emilia, † 1863)